# Rez u metalu
Rez u metalu tehnika je obrade metala. Danas se rijetko koristi, dok su je nekada rado koristili Vikinzi. Tehnika je zapravo suprotna graviranju kalupa za medalje, novac ili nakit, gdje se prikaz izdubi u metalu. Ovdje se pak radi posve jednako kao kod klesanja skluptura u kamenu, odnosno rezbarenja u drvetu te se željeni predmet dobiva oduzimanjem materijala početnom metalnom bloku. Najdulje su ju koristili kovači umjetnici, no i tu je danas iznimno rijetko korištena.

## Vanjske poveznice
http://www.langantiques.com/university/Chip_Carving